# Rifugio Laghi di Colbricon
Das Rifugio Laghi di Colbricon ist eine private Schutzhütte in der Lagorai-Kette in den Fleimstaler Alpen im Trentino. Die in der Regel von Mitte Juni bis Ende September geöffnete Hütte verfügt über drei Schlafplätze, die nur für Notfälle zur Verfügung stehen.

## Lage und Umgebung

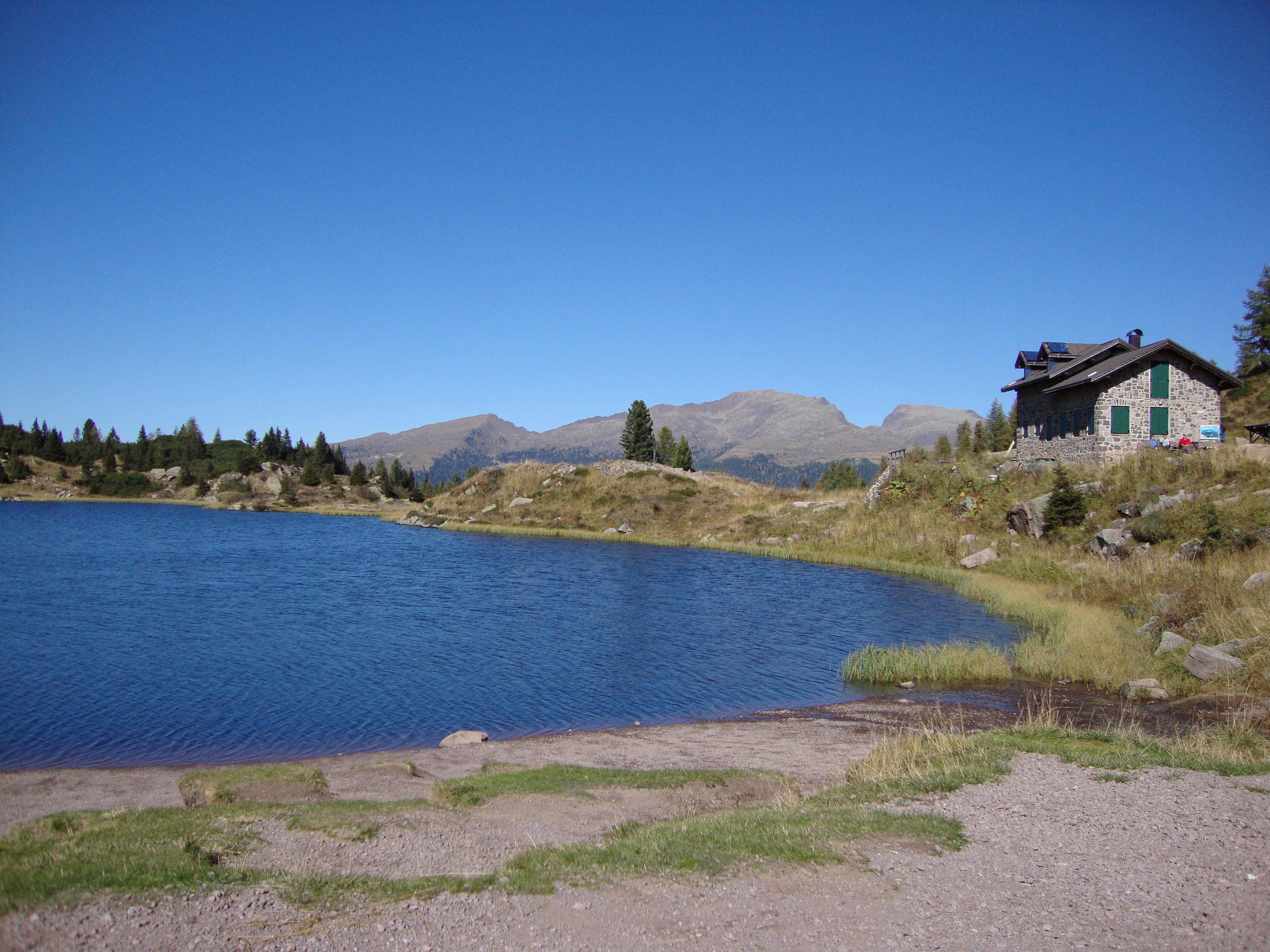
Rifugio und oberer Colbriconsee im Hintergrund Cima Bocche (Mitte) und Cima Juribrutto (rechts)

Die Schutzhütte liegt am östlichen Rand der Lagorai-Kette im Parco Naturale Paneveggio – Pale di San Martino am oberen der beiden Colbricon-Seen auf 1927 m s.l.m. Nordöstlich der Hütte befindet sich der Passo Rolle, der die Lagorai-Kette von der Palagruppe abgrenzt. Südwestlich erhebt sich der im Ersten Weltkrieg schwer umkämpfte Colbricon 2604 m s.l.m., unter dessen von österreichisch-ungarischen Truppen gehaltenen Westgipfel die italienische Armee 1917 drei Minen zur Explosion brachte, die den Gipfel teilweise zum Einsturz brachten. Westlich der Hütte sind in der Nähe des Passo di Colbricon noch die Reste von italienischen Baracken aus der Kriegszeit zu sehen. Der Colbriconpass war in der Mittelsteinzeit ein frequentierter Übergang zwischen dem Primör im Süden und dem Fleimstal im Norden, davon zeugen zahlreiche Funde, die man in der Nähe des Rifugio am Ufer der beiden Colbricon-Seen seit 1971 gefunden hat. Das 1945 errichtete Rifugio liegt am Fernwanderweg Translagorai im Gemeindegebiet von Primiero San Martino di Castrozza.

## Zugänge
- Von der Malga Rolle, 1910 m ⊙ auf Weg 348 in 40 Minuten
- Von der Malga Cés, 1670 m ⊙ auf Weg 348 in 1 Stunde

## Nachbarhütten und Übergänge
- Zum Bivacco Paolo e Nicola, 2180 m ⊙ auf Weg 349 in 8 Stunden